# Liberalni feminizam
Liberalni feminizam, za koga se ponekad koristi izraz "feminizam srednje struje",  je ogranak feminističkog pokreta koji nastoji postići jednakost muškaraca i žena u društvu kroz političku i pravnu reformu. Prema liberalnim feministkinjama sve žene su u stanju vlastitim naporima postići jednakost s muškarcima, pa se ona može dogoditi bez da se promijeni društvena struktura. Liberalne feminstkinje se, kao i druge feministkinje, zalažu za reproduktivna prava, pravo glasa,  pravo na obrazovanje, jednakost u plaćama, porodiljne dopuste, dječje doplatke, posebno zdravstveno osiguranje te borbu protiv porodčnog nasilja.
Liberalni feminizam se obično vezuje uz širu ideologiju liberalizma, ali i uz tzv. feminizam drugog vala i radikalni centar.
Liberalni feminizam je od 1970-ih pod udarom drugih feminističkih pravaca, najčešće radikalnog feministkinja kojim im spočitavaju de facto zalaganje za status quo, odnosno činjenicu da su žene u SAD i drugim državama u podređenom položaju usprkos de iure jednakosti. Radikalne feministkinje drže da se žene mogu osloboditi jedino radikalnim preobražajem društva, odnosno ukidanjem patrijarhalnih institucija uključujući državu.
Liberalni feminizam je i pod udarom od strane feminizma trećeg vala koji mu spočitava zanemarivanje interesa žena koje pripadaju manjinskim grupama, kao i socijalističkog feminizma koji smatra kako žene neće biti slobodne dok bude klasne nejednakosti.